# Kutlugh Khwaja
Kutlugh Khwaja o Qutlugh Khwaja (+ 1313/1314) fou un príncep mongol txagataïda, fill de Duwa (kan de Txagatai), que fou cap dels karaunes.
Duwa va cridar al seu cosí Abd Allah (fill de Mubarak Shah) que dirigia als karaunes i va nomenar al seu lloc al seu propi fill Kutlugh Khwaja, el 1298 o 1299. sembla que després els il-kànides li van permetre establir-se a l'Afganistan. Va llençar diversos atacs contra el sultanat de Delhi i contra els mateixos Il-Khans. Segons Rashid ad-Din, fou una seriosa amenaça per als mamelucs de Delhi i una força a les seves ordes va arribar a finals del 1299 a la rodalia de la capital índia. El sultà Alà-ad-Din Muhammad Shah I Khalji (1296-1316) va dirigir tot el seu exèrcit contra els mongols atacant pel centre mentre la seva ala esquerra trencava la dreta mongol i va penetrar per les línies enemigues creant el pànic entre els mongols que es van retirar.
Va morir el 1313 o 1314 i el va succeir el seu fill Daud Khoja (Daud Hoja, Dawud Khwaja) però poc després fou expulsat pel Il-Khan Oldjeitu.